# 小行星1103
小行星1103（1103 Sequoia）是一颗围绕太阳公转的小行星。1928年11月9日，沃尔特·巴德在汉堡发现了此天体。
該小行星以美國的紅杉國家公園命名。
这颗小行星的绝对星等为12.20	等。